# Eurasia Motorsport
Eurasia Motorsport est une équipe philippine de sport automobile fondée en 2003 par Mark Goddard. Elle participe à différentes compétitions automobiles en Europe et en Asie. Elle est basée aux Philippines.

## Palmarès

### Résultats aux24 Heures du Mans
| Année | Classe | no | Pilotes                                     | Voiture               | Pneus | Tours | Pos.       |
| ----- | ------ | -- | ------------------------------------------- | --------------------- | ----- | ----- | ---------- |
| 2016  | LMP2   | 33 | Pu-Jun Jin Nick de Bruijn Tristan Gommendy  | Oreca 05-Nissan       | D     | 348   | 9e         |
| 2017  | LMP2   | 33 | Erik Maris Jacques Nicolet Pierre Nicolet   | Ligier JS P217-Gibson | D     | 341   | 15e        |
| 2018  | LMP2   | 44 | Tracy Krohn Niclas Jönsson Andrea Bertolini | Ligier JS P217-Gibson | D     | 334   | Non-classé |

### Résultats enEuropean Le Mans Series
| Année | Classe | no | Pilotes                                    | Voiture          | Pneus | SIL | MON | RBR | LEC | SPA | POR | Total | Pos. |
| ----- | ------ | -- | ------------------------------------------ | ---------------- | ----- | --- | --- | --- | --- | --- | --- | ----- | ---- |
| 2015  | LMP2   | 33 | Pu-Jun Jin Nick de Bruijn                  | Oreca 03R-Nissan | D     | 5   | 7   | 8   | Ret |     | 6   | 28    | 6e   |
| 2016  | LMP2   | 33 | Pu-Jun Jin Nick de Bruijn Tristan Gommendy | Oreca 05-Nissan  | D     | Ret | 5   | 2   | 4   | Ret | 5   | 50    | 5e   |

### Résultats enAsian Le Mans Series
| Année     | Classe | no | Pilote                                                                               | ZHU | FUJ | BUR | SEP | Total | Pos. |
| --------- | ------ | -- | ------------------------------------------------------------------------------------ | --- | --- | --- | --- | ----- | ---- |
| 2017-2018 | LMP2   | 33 | Alex Au Yoshiharu Mori Keiko Ihara Marko Asmer Scott Andrews                         | 4   | DNF |     | 3   | 28    | 5    |
| 2016-2017 | LMP3   | 99 | William Lok Tack Sung Kim Nick de Bruijn Tristan Gommendy Richard Bradley            | 6   | DNF | 5   | 5   | 29    | 6    |
| Année     | Classe | no | Pilote                                                                               | FUJ | SEP | BUR | SEP | Total | Pos. |
| 2015-2016 | LMP2   | 99 | William Lok Richard Bradley Scott Andrews Philippe Descombes Aidan Read Devon Modell | 2   | 3   | 4   | Ret | 45    | 4    |

## Pilotes
- Julio Acosta
- Alex Au
- Richard Bradley
- Nick de Bruijn
- Samson Chan (en)
- Aaron Chang
- Eric Cheung
- James Cai
- Martin Cao (en)
- Isyraf Danish
- Danial Frost
- Tomonobu Fujii
- Sean Gelael
- Parth Ghorpade
- Antonio Giovinazzi
- Tristan Gommendy
- Kurt Hill
- Danial Hiqmar
- Sean Hudspeth
- Axcil Jefferies
- Nabil Jeffri
- “Kevin” Pu Jun Jin (en)
- Tacksung Kim
- Pasin Lathouras
- Paul Lau
- Eric Lichtenstein (en)
- Kenneth Lim
- William Lok (en)
- Sami Luka
- Erik Maris
- Antonio Martinez
- Hua Miao
- Jacques Nicolet
- Pierre Nicolet
- Duvashen Padayachee (en)
- Garnet Patterson
- Josh Raneri
- Aidan Read
- Kotaro Sakurai (en)
- Tanart Sathienthirakul
- Natasha Seatter (en)
- Matt Solomon
- Kim Jeong Tae
- Robin Tato
- Dan Wells (en)
- Chris Wootton (en)
- Frank Yu (en)
- David Zhu (en)